# Lauer (Familienname)
Lauer ist ein deutscher Familienname.

## Namensträger
- Adolf Lauer von Münchhofen (1795–1874), preußischer Generalmajor
- Adolf Julius Lauer von Münchhofen (1755–1831), preußischer Beamter
- Alfons Lauer (1957–2015), deutscher Jurist und Politiker
- Alois Lauer (Unternehmer) (1901–1984), deutscher Unternehmer
- Aloys Lauer (auch Alois Lauer, eigentlich Christoph Lauer; 1833–1901), deutscher Ordensgeistlicher
- Amalie Lauer (1882–1950), deutsche Pädagogin und Politikerin (Zentrum)
- Andrew Lauer (* 1965), US-amerikanischer Schauspieler
- Antonio G. Lauer, Pseudonym von Tomislav Gotovac (1937–2010), jugoslawisch-kroatischer Konzeptkünstler und Schauspieler
- Bernd Lauer (* 1959), deutscher Fußballspieler
- Bernhard Lauer (Politiker) (1867–1927), deutscher Politiker (SPD), MdL
- Bernhard Lauer (* 1954), deutscher Philologe
- Chaim Lauer (1876–1945), Schweizer und deutscher Rabbiner
- Christian Lauer (* 1980), deutscher Sportschütze
- Christof Lauer (* 1953), deutscher Saxofonist
- Christopher Lauer (* 1984), deutscher Politiker
- David Lauer (Goldschmied) (1557–1619), deutscher Goldschmied und Münzmeister
- David Lauer (Kunsthändler) (vor 1613–1634), deutscher Maler und Kunsthändler
- David Lauer (Münzmeister) (1596–1634), deutscher Münzmeister
- David D. Lauer (1939–2014), deutscher Bildhauer
- Dittmar Lauer (* 1937), deutscher Architekt und Heimatforscher
- Dutch Lauer (1898–1978), US-amerikanischer American-Football-Spieler
- Eberhard Lauer (* 1956), deutscher Organist und Kirchenmusiker
- Ella Lauer (1940–2022), deutsche Tischtennisspielerin und -funktionärin
- Ernst Lauer (1840–1898), deutscher Generalmajor
- Franz von Lauer (1735–1803), österreichischer Feldzeugmeister
- Fred Lauer (1898–1960), US-amerikanischer Wasserballspieler
- Friedrich Lauer (1793–1873), deutscher Unternehmer und Politiker
- Georg Lauer († ≈1481), italienischer Drucker
- Gerhard Lauer (* 1962), deutscher Germanist
- Gustav von Lauer (1808–1889), deutscher Mediziner
- Hans Albert Lauer (1942–2021), deutscher Politiker
- Hans Christoph Lauer (Münzmeister) (Johann Christoph Layr; 1585–1639), deutscher Münzmeister in Nürnberg
- Hans-Christoph Lauer (Zahnmediziner) (geboren im 20. Jahrhundert), deutscher Zahnmediziner, Direktor der Poliklinik für Zahnärztliche Prothetik
- Hans Erhard Lauer (1899–1979), deutscher Anthroposoph
- Hans Hugo Lauer (1934–2012), deutscher Medizinhistoriker
- Heinrich Lauer (Politiker, 1816) (1816–1896), deutscher Politiker
- Heinrich Lauer (Schriftsteller) (1934–2010), deutscher Schriftsteller und Journalist
- Heinz Maria Lauer (genannt Enzo; 1924–2014), deutscher Maler
- Herbert Lauer (1946–2021), deutscher Politiker, Oberbürgermeister von Bamberg
- Hermann Lauer (1870–1930), deutscher Theologe, Journalist und Heimatforscher
- Hilde Lauer (* 1943), rumänische Kanutin
- Hubert Lauer (1897–1959), deutscher SS-Sturmbannführer
- Jean Lauer (1916–1995), französischer Fußballspieler
- Jean-Philippe Lauer (1902–2001), französischer Ägyptologe
- Johann Lauer (Verleger) (1560–1641), deutscher Buchhändler, Buchdrucker und Verleger
- Johann Heinrich Lauer (1768–1842), deutscher Rittergutsbesitzer und Abgeordneter
- Johann Jakob Lauer (1789–1865), deutscher Kunsthandwerker, Medailleur und Rechenpfennigschlager
- Johannes Lauer (* 1982), deutscher Jazzmusiker
- Josef Lauer (1818–1881), österreichischer Maler
- Joseph von Lauer (1769–1848), österreichischer Feldzeugmeister
- Julius Franz Lauer (1819–1850), deutscher Philologe und Hochschullehrer
- K. Lauer ist ein Pseudonym des Musikwissenschaftlers Heinrich Simon und (als Dr. K. Lauer) des Journalisten Norbert Ney
- Karl Fritz Lauer (1938–2018), deutscher Agrarwissenschaftler
- Katrin Lauer (* 1975), deutsche Sängerin, Musikerin und Songwriterin
- Kurt Lauer (* 1923), deutscher Angehöriger der Waffen-SS
- Kurt Lauer (Musiker) (* 1945), in der Schweiz lebender, deutscher Maler und Jazzmusiker
- Ludwig Christoph Lauer (1817–1873), deutscher Unternehmer und Kunsthandwerker, Graveur, Rechenpfennigschlager und Medailleur
- Martin Lauer (1937–2019), deutscher Leichtathlet und Schlagersänger
- Matt Lauer (* 1957), US-amerikanischer Journalist und Fernsehmoderator
- Nikolaus Lauer (1753–1824), deutscher Maler
- Nikolaus Lauer (Theologe) (1897–1980), deutscher Theologe
- Otto Lauer (1908–1971), deutscher Politiker (SPD), MdL Baden-Württemberg
- Patrik Lauer (* 1964), deutscher Politiker (SPD)
- Philippe Lauer (1874–1953), französischer Bibliothekar und Historiker
- Reinhard Lauer (* 1935), deutscher Slawist
- Rolf Lauer (Turner) (1931–1986), deutscher Turner
- Rolf Lauer (Kunsthistoriker) (* 1944), deutscher Kunsthistoriker
- Simon Lauer (1929–2025), deutsch-schweizerischer Altphilologe und Judaist
- Stefan Lauer, deutscher Journalist
- Svaen Lauer, deutscher Musiker, Sänger und Schauspieler
- Tod R. Lauer (* 1957), US-amerikanischer Astronom
- Veronika von Lauer-Münchhofen (* 1964), deutsche Schauspielerin, Tänzerin und Choreografin
- Walter Lauer (1896–1974), deutscher Historiker und Archivleiter
- Walter E. Lauer (1893–1966), US-amerikanischer Generalmajor
- Waltraud Lauer (1926–2003), deutsche Politikerin (SPD)
- Werner Lauer (1910–1973), deutscher Modeschöpfer
- Wilhelm Lauer (1923–2007), deutscher Geograph und Klimatologe
- Wolfgang Lauer (1856–1915), deutscher Medailleur in Nürnberg